# Al'lonzo Coleman
Al’lonzo Nyrome Coleman (Charlotte, Carolina del Norte, 10 de marzo de 1989) es un baloncestista estadounidense que actualmente se encuentra sin equipo. Con 2,03 metros de estatura, juega en la posición de ala-pívot. 

## Trayectoria deportiva

### Universidad
Jugó cuatro temporadas con los Blue Hose del Presbyterian College, en las que promedió 14,3 puntos, 7,5 rebotes y 1,8 asistencias por partido. En su primera temporada fue incluido en el segundo mejor quinteto entre los equipos independientes de la División I de la NCAA, mientras que en 2009, ya integrados en la Big South Conference, fue incluido en el segundo mejor quinteto de la conferencia, y en el primero en 2012.

### Profesional
Tras no ser elegido en el Draft de la NBA de 2012, formó sus promeros contratos profesionales en Argentina, donde jugó en el Monte Hermoso Basket de Buenos Aires y en el Union de Sunchales, antes de fichar por el London Lightning canadiense, donde apenas jugó dos partidos en los que promedió 2,5 puntos, regresando posteriormente a Argentina, para jugar una temporada en el Asociación Atlética Banda Norte.
En 2015 volvió a Europa para jugar en el Ungmennafélagið Stjarnan islandés, donde completó una temporada como titular en la que promedió 20,8 puntos y 12,0 rebotes por partido. Nada más acabar la liga, ese verano fichó por el Vaqueros de Agua Prieta de la CIBACOPA, con los que en 16 partidos logró 18,6 puntos y 8,9 rebotes.
En julio de 2016 fichó por el equipo finlandés del Salon Vilpas, jugando una temporada en la que promedió 11,9 puntos y 8,5 rebotes por partido. Al año siguiente fichó por el Maccabi Rehovot de la Liga Leumit, y en 2018 recaló en el Rouen Métrople Basket de la Pro B francesa.